# Tabu (aktorka)
Tabu (hindi: तब्बू, ur. jako Tabassum Hashmi Khan (तबस्सुम हाश्मी) 4 listopada 1970 w Hajdarabadzie w stanie Andhra Pradesh, Indie) – nagrodzona wieloma nagrodami indyjska aktorka grająca w filmach w języku tamilskim, telugu, malajalam, hindi i angielskim.
Pochodzi z muzułmańskiej rodziny profesorów i nauczycieli. Jej rodzice rozwiedli się wkrótce po jej narodzinach. W 1983 przeprowadziła się z Hajdarabadu do Mumbaju. Jest siostrzenicą aktorki Shabana Azmi i młodszą siostrą aktorki Farha Naaz. Ma domy w Mumbaju i Hajdarabadzie.

## Filmografia
| Rok  | Film                                  | Rola                         | Uwagi                                                                                                 |
| ---- | ------------------------------------- | ---------------------------- | --- |
| 1985 | Hum Naujawan                          | Priya                        | |
| 1991 | Coolie No. 1                          |                              | film telugu                                                                                           |
| 1994 | Pehla Pehla Pyaar                     | Sapna                        | |
| 1994 | Vijaypath                             |                              | Nagroda Filmfare za Najlepszy Debiut                                                                  |
| 1995 | Prem                                  | Lachi/Sonia Jetley           | |
| 1995 | Saajan Ki Baahon Mein                 | Kavita                       | |
| 1995 | Sisindri                              |                              | |
| 1995 | Haqeeqat                              | Sudha                        | |
| 1996 | Saajan Chale Sasural                  | Divya Khurana                | |
| 1996 | Kala Pani                             | Parvathi                     | |
| 1996 | Kadhal Desam                          | Divya                        | tamilski film                                                                                         |
| 1996 | Himmat                                | Anju                         | |
| 1996 | Tu Chor Main Sipahi                   | Kajal                        | |
| 1996 | Jeet                                  | Tulsi                        | gościnnie                                                                                             |
| 1996 | Ninne Pelladatha                      | Mahalaxmi                    | telugu Nagroda Filmfare dla Najlepszej Aktorki (telugu)                                               |
| 1996 | Maachis                               | Veerandra                    | |
| 1997 | Virasat                               | Gehna                        | Nagroda Krytyków Filmfare dla Najlepszej Aktorki                                                      |
| 1997 | Darmiyan                              | Chitra                       | |
| 1997 | Border                                | żona Kuldeepa                | |
| 1997 | Iruvar                                | Selvam's lover               | Tamil film                                                                                            |
| 1998 | Chachi 420                            | Janki Paswan                 | |
| 1998 | Aavida Maa Aavide                     | Archana                      | telugu                                                                                                |
| 1998 | Two Thousand One                      | Billu                        | |
| 1998 | Hanuman                               | Anja                         | |
| 1999 | Kohram: The Explosion                 | Inspektor Kiran Patekar      | |
| 1999 | Hum Saath-Saath Hain: We Stand United | Sadhana                      | |
| 1999 | Hu Tu Tu                              | Panna                        | Nagroda Krytyków Filmfare dla Najlepszej Aktorki                                                      |
| 1999 | Biwi No.1                             | Lovely                       | |
| 1999 | Thakshak                              | Suman                        | |
| 2000 | Snegithiye                            | ACP Gayatri                  | tamilski film                                                                                         |
| 2000 | Cover Story                           | Jasmine                      | |
| 2000 | Hera Pheri                            | Anuradha Shivshankar Panikar | |
| 2000 | Rozważne i romantyczne                | Sowmya                       | tamilski film                                                                                         |
| 2000 | Tarkieb                               | Roshni Choubey               | |
| 2000 | Dil Pe Mat Le Yaar                    | Kamya Lal                    | |
| 2000 | Shikari                               | Suman                        | |
| 2000 | Astitva                               | Aditi                        | Nagroda Krytyków Filmfare dla Najlepszej Aktorki nominacja do Nagrody Filmfare dla Najlepszej Aktorki |
| 2001 | Ghaath                                | Kavita Chaudhary             | |
| 2001 | Dil Ne Phir Yaad Kiya                 | Roshni Batra                 | |
| 2001 | Chandni Bar                           | Mumtaz Ali Ansari            | National Film Award dla Najlepszej Aktorki nominacja do Nagrody Filmfare dla Najlepszej Aktorki       |
| 2001 | Aamdani Atthanni Kharcha Rupaiya      | Meena                        | |
| 2002 | Maa Tujhhe Salaam                     | kapitan Sonia Khanna         | |
| 2002 | Filhaal...                            | Rewa Singh                   | |
| 2002 | Chennakeshava Reddy                   |                              | |
| 2002 | Zindagi Khoobsoorat Hai               | Shalu                        | |
| 2002 | Ukochana                              | Savatri Rao                  | gościnnie (w parze z Shahem Rukh Khanem)                                                              |
| 2003 | Abar Aranye                           | Amrita                       | |
| 2003 | Khanjar: The Knife                    | Shilpa                       | |
| 2003 | Hawa                                  | Sanjana                      | |
| 2003 | Jaal: The Trap                        | Neha Pandit                  | |
| 2003 | Maqbool                               | Nimmi                        | Lady Macbeth                                                                                          |
| 2004 | Jestem przy tobie                     |                              | gościnnie                                                                                             |
| 2004 | Meenaxi: A Tale of Three Cities       | Meenaxi/Maria                | |
| 2005 | Silsilay                              | Rehana                       | |
| 2005 | Bhagmati                              | Bhagmati                     | |
| 2005 | Andarivaadu                           |                              | telugu                                                                                                |
| 2006 | Shock                                 |                              | telugu                                                                                                |
| 2006 | Unicestwienie                         | Malini Tyagi                 | |
| 2007 | Sarhad Paar                           | Pammi                        | |
| 2007 | Imiennik                              | Ashima Ganguli               | |
| 2007 | Bez cukru                             | Nina Verma                   | |
| 2007 | Om Shanti Om                          | siebie                       | gościnnie w piosence Deewangi Deewangi                                                                |
| 2007 | Panduranga                            |                              | |
| 2008 | Pappu Pass Ho Gaya                    |                              | |